# 徳寿
徳寿（とくじゅ）は元代、漢政権の陳理が使用した私年号。1363年 - 1364年。

## 西暦・干支との対照表
| 徳寿 | 元年     | 2年      |
| 西暦 | 1363年   | 1364年   |
| 干支 | 癸卯     | 甲辰     |
| 元   | 至正23年 | 至正24年 |